# Chibaien
| Systeem Periode                           | Serie Tijdvak | Subserie | Etage Tijdsnede | Ouderdom (Ma)   |
| ----------------------------------------- | ------------- | -------- | --------------- | --------------- |
| Kwartair                                  | Holoceen      | Boven    | Meghalayen      | 0 - 0,0042      |
| Kwartair                                  | Holoceen      | Midden   | Northgrippien   | 0,0042 - 0,0082 |
| Kwartair                                  | Holoceen      | Onder    | Greenlandien    | 0,0082 - 0,0117 |
| Kwartair                                  | Pleistoceen   | Boven    | Boven           | 0,0117 - 0,126  |
| Kwartair                                  | Pleistoceen   | Midden   | Chibaien        | 0,126 - 0,781   |
| Kwartair                                  | Pleistoceen   | Onder    | Calabrien       | 0,781 - 1,80    |
| Kwartair                                  | Pleistoceen   | Onder    | Gelasien        | 1,80 - 2,58     |
| Neogeen                                   | Plioceen      | Plioceen | Piacenzian      | ouder           |
| Indeling van het Kwartair volgens de ICS. |               |          |                 |                 |

Het Chibanien of Chibaien (Vlaanderen: Chibaniaan of Chibaiaan) is in de internationaal gebruikte geologische tijdschaal van de ICS een etage en tijdsnede in het Pleistoceen. Het is de enige etage in de subserie van het Midden-Pleistoceen. Het Chibaien volgt op het Calabrien en ligt onder een nog niet benoemde etage in het Boven-Pleistoceen. Het heeft een ouderdom van 0,781 tot 0,126 miljoen jaar. Het komt overeen met een groot aantal lokaal in West-Europa gebruikte etages: van het midden van het Cromerien tot en met het Saalien. Het komt ook overeen met de etage Ionien in de stratigrafie van Zuid-Europa.
Tijdens het Chibaien namen de wereldwijde klimaatschommelingen tussen glacialen en interglacialen toe. Ook veranderde de dominante periode van de klimaatschommelingen van ongeveer 41.000 jaar naar rond de 100.000 jaar. Diverse ingrijpende veranderingen die het Kwartair kenmerken werden tijdens het Chibaien sterker. Voorbeelden zijn het aangroeien en weer afsmelten van landijs, het sterker en weer zwakker worden van de thermohaliene circulatiestroming in de oceanen en het verschuiven van biomen wat een versnelling van de evolutie van veel soorten tot gevolg had.
De onderverdeling van het Pleistoceen in onder- en midden-delen werd al halverwege de 20e eeuw ingevoerd. Vooral in Europa en Noord-Amerika is dit onderscheid te maken op basis van glaciale afzettingen. De stratigrafie van Noordwest-Europa geeft een zeer gedetailleerd beeld van de klimatologische en ecologische gebeurtenissen in het Vroeg- en Midden-Pleistoceen. Het bleek echter lastiger de grens te correleren met andere gebieden ter wereld, waar geen landijs voorkwam. Daarom werd besloten om de laatste omkering van het aardmagnetisch veld op de overgang van het Brunhes naar het Matuyama als basis voor het Midden-Pleistoceen te gebuiken. In 2019 wees de ICS een sectie bij Chiba op het Bososchiereiland in Japan aan als stratotype en GSSP. De "nieuwe" etage werd naar Chiba genoemd. Het was de eerste keer dat de ICS een tijdperk naar een locatie in Japan vernoemde.